# Ražanj (Rogoznica)
Ražanj falu Horvátországban Šibenik-Knin megyében. Közigazgatásilag Rogoznicához tartozik.

## Fekvése
Šibeniktől légvonalban 23, közúton 35 km-re délre, községközpontjától légvonalban 3, közúton 10 km-re délkeletre, Dalmácia középső részén, az azonos nevű félszigeten fekszik.

## Története
Területe évszázadokig velencei uralom alatt állt. 1797-ben a Velencei Köztársaság megszűnésével a település Habsburg Birodalom része lett. 1806-ban Napóleon csapatai foglalták el és 1813-ig francia uralom alatt állt. A határában álló 120 méter magas Movar-hegyre a franciák erődöt építettek. Napóleon bukása után ismét Habsburg uralom következett, mely az első világháború végéig tartott. A településnek 1880-ban 119, 1910-ben 166 lakosa volt. Az I. világháború után rövid ideig az Olasz Királyság, ezután a Szerb-Horvát-Szlovén Királyság, majd Jugoszlávia része lett. Az 1970-es évektől kezdtek itt épülni hétvégi házak és nyaralók. Azóta egyre inkább üdülőtelepülés jelleget ölt. Lakossága 2011-ben 161 fő volt, akik főként a turizmusból éltek, mellette mezőgazdasággal (szőlő, olivaolaj, füge) foglalkoztak. A faluban kávézókat, éttermeket és kisebb üzleteket találunk.

## Lakosság
| Lakosság változása | Lakosság változása | Lakosság változása | Lakosság változása | Lakosság változása | Lakosság változása | Lakosság változása | Lakosság változása | Lakosság változása | Lakosság változása | Lakosság változása | Lakosság változása | Lakosság változása | Lakosság változása | Lakosság változása | Lakosság változása |
| ------------------ | ------------------ | ------------------ | ------------------ | ------------------ | ------------------ | ------------------ | ------------------ | ------------------ | ------------------ | ------------------ | ------------------ | ------------------ | ------------------ | ------------------ | ------------------ |
| 1857               | 1869               | 1880               | 1890               | 1900               | 1910               | 1921               | 1931               | 1948               | 1953               | 1961               | 1971               | 1981               | 1991               | 2001               | 2011               |
| 0                  | 0                  | 119                | 119                | 133                | 166                | 0                  | 0                  | 181                | 182                | 180                | 171                | 142                | 155                | 180                | 161                |

(Lakosságát 1857-ben Sapina Docához, 1869-ben, 1921-ben és 1931-ben a Marina községbeli Sevidhez számították.)

## Nevezetességei
- Trogiri Szent Jánosnak szentelt fogadalmi temploma[4] Ražanj közelében, a Ploča-fokon található. Egyhajós téglalap alaprajzú épület, félköríves apszissal. A homlokzaton egy téglalap alakú ajtó található kőből faragott ajtófélfákkal és egy áthidalóval, amely felett profilozott kőgerenda található. A templom tetejét kőlapok borítják. A templom hajója boltíves, míg az apszis szabálytalan félkupolával van fedve. Az oldalfalak falazatát mindkét oldalon két lizéna tagolja. Közöttük sekély ívek vannak, amelyek vak árkádokat képeznek. A templom középkori szakrális épület, román és gótikus stílusjegyekkel, míg a román kor előtti hagyományokat jelzi, hogy a belső falakat a lizénák közötti sekély ívek tagolják.
- Az autópályától 6–7 km-re, a település déli részén fekszik a Stivašnica nevű festői öböl, ahol kristály tiszta tengert, sziklás strandot, valamint teljes nyugalmat és csendet találhatunk. Az öböl távol van a nagyobb idegenforgalmi helyek zajától és tömegétől. A fürdésen kívül a kristály tiszta víz és a tagolt tengerpart ideális a búvárkodásra és a halászatra. A Stivasnica-öbölben több magánszállás és apartman is található.
- A Ražanj-félsziget délnyugati csücskén található a Planka-fok (Ploča-, vagy Pločica-foknak is nevezik) az kelet-adriai part legkiállóbb része, mely földrajzi és éghajlati szempontból északi, és déli részre osztja az Adriát. Ezen a helyen találkoznak az északi és a déli szelek, ciklonok és anticiklonok, valamint a tengeráramlatok. A legnagyobb hullámok is megtörnek itt és olyan nyugalom uralkodik, melyet csak el lehet képzelni és amely nem található másutt az Adria környékén.[5] Az időjárást is jelentősen befolyásolja, hiszen emiatt nyári hónapokban Rogoznicán háromszor kevesebb eső esik, mint a szomszédos nagyvárosokban, Splitben és Šibeniken. Az ókori görögök Diomedesz-fokként ismerték és már Homérosz is írt róla.[5] Több görög szerző, így Timaiosz, Eratosztenész, később a római idősebb Plinius műveiben is szerepel. A Planka-fokhoz Trogiri Szent János püspök egyik csodája is kapcsolódik. A legenda szerint a szent a 11. században a Planka-foknál egy hajótörést követően a vízen járva mentette meg Kálmán magyar király és tengerészei életét. Ennek a csodának az emlékére 1324-ben itt fogadalmi kápolnát építettek. A Szent János kápolna ma is áll a puszta sziklás táj közepén. Kőből épített egyszerű, zömök, nyugat-keleti tájolású, négyszög alaprajzú gótikus épület, félköríves apszissal, egyszerű oltárral. Bár a templom több tíz méterre áll a tengertől, mégis ki van téve a hullámok pusztító hatásának.[5]
- A félsziget nyugati részén emelkedő Movar-hegyre a franciák a 19. század elején erődöt építettek, ahonnan a környező adriai térséget tudták ellenőrizni. Az erőd maradványai később is katonai őrhelyként szolgáltak. Ma nagyszerű kilátás nyílik innen és tiszta időben egészen az olasz partokig ellátni.
- Az i. e. 1. században a közelében süllyedt el egy Itáliából Görögországba tartó, amforákkal túlságosan megrakott közepes római kereskedelmi hajó. Az amforák 20 méteres mélységben hevernek a tengerben. A helyet 1998-ban tárták fel és a maradványokat konzerválták.[6] A második világháború során 1942-ben a Muloi világítótorony és a Velika Smokvica-sziget között torpedózta meg egy angol tengeralattjáró a Ninucia nevű olasz szállítóhajót. A roncsok 66 évig hevertek a tenger fenekén, mire megtalálták. Ez a tengerrész még számos, különböző korokban elsüllyedt hajóroncsok tárháza, valóságos tenger alatti múzeum, mely egyaránt vonzza a szakembereket és búvárkodást kedvelő turistákat.[6]